# Паркран

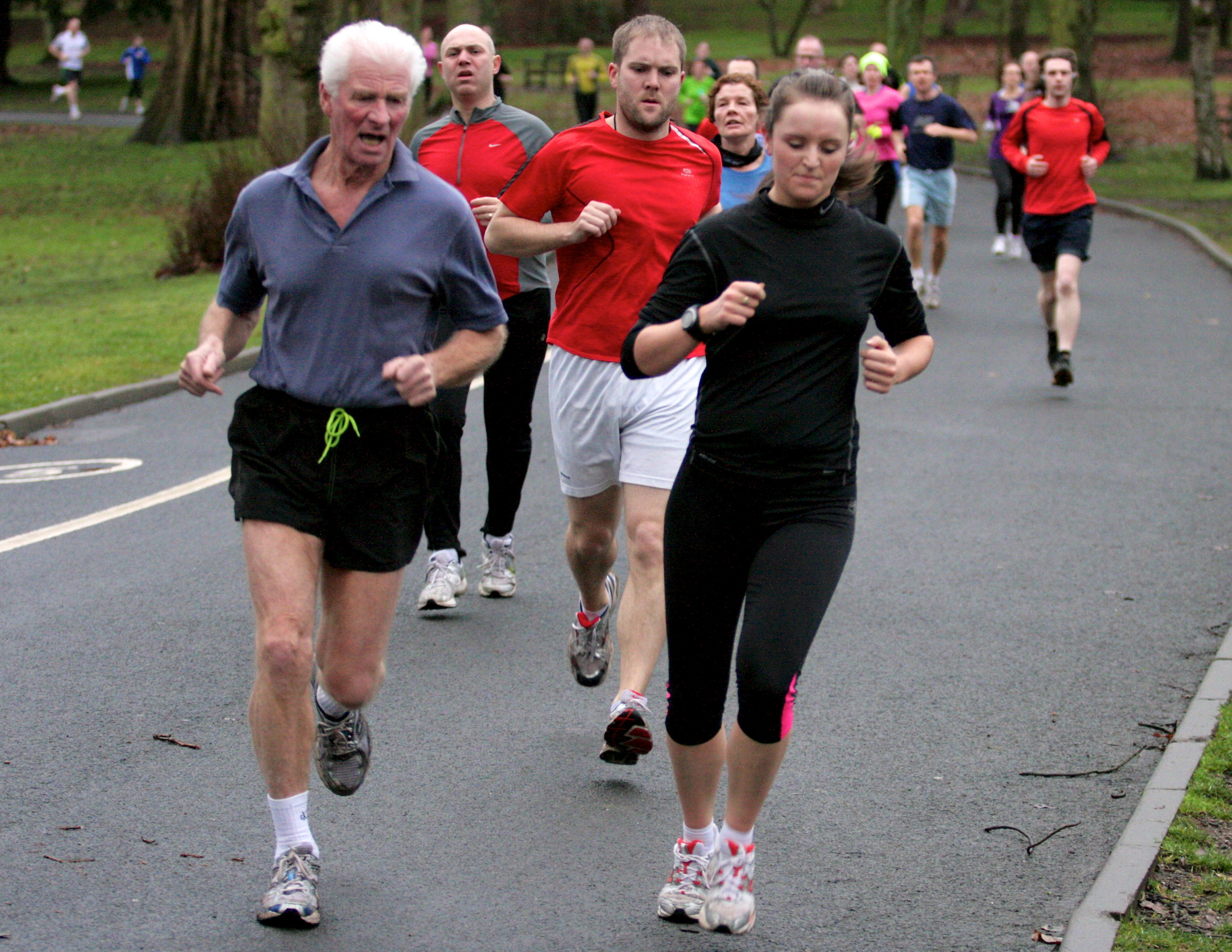
Cannon Hill parkrun, Бирмингем, Великобритания

Паркран (англ. parkrun) — еженедельные мероприятия, где необходимо пробежать или пройти дистанцию 5 километров, проводящиеся в городских парках во многих странах мира.
Мероприятия паркран не являются легкоатлетическими соревнованиями — это скорее дружеский забег, однако на них проводится фиксация времени. Мероприятия бесплатны для участников и требуют от них только единовременной регистрации и наличия распечатанной регистрационной карточки с личным штрих-кодом с целью дальнейшего учета результатов. Организацией мероприятий (разметка трассы, хронометраж, публикация результатов) занимаются поочерёдно сами бегуны.

## История
В субботу 2 октября 2004 года тринадцать бегунов парка Буши в Лондоне собрались на дружественный забег. В роли волонтеров и судей выступили Duncan Gaskell, Simon Hedger and Robin Drummond, а также Joanne и Paul Sinton-Hewitt; последний считается родоначальником идеи паркранов. Идея понравилась участникам, и забеги по субботам стали проводиться регулярно. Забег в парке Bushy был назван UK Time Trials, а затем переименован в Bushy parkrun. Через два года аналогичные забеги стали проводиться в других парках Великобритании.
В 2018 году было запущено 323 новых паркрана. 14 апреля был запущен забег в Малайзии. Число участников превысило 5 миллионов человек.
В 2019 году состоялся запуск паркрана в Японии.
На сегодняшний день (02.08.2019) паркраны проводятся в двадцать одной стране мира.
С 12 марта 2020 года паркраны начали приостанавливать по всему миру из-за объявленной пандемии коронавируса COVID-19 и рекомендации Всемирной Организации Здравоохранения. В России все паркраны приостановлены с 18 марта до 01 июля 2020 года.

## Parkrun в мире[6]
| Страна                                                               | Мест забегов | Клубов | Участников |
| Великобритания Архивная копия от 24 сентября 2015 на Wayback Machine | 730          | 6,952  | 2,364,477  |
| Австралия Архивная копия от 11 марта 2022 на Wayback Machine         | 404          | 3,861  | 663,864    |
| ЮАР Архивная копия от 4 октября 2015 на Wayback Machine              | 225          | 2,550  | 775,714    |
| Ирландия Архивная копия от 27 сентября 2015 на Wayback Machine       | 100          | 2,460  | 192,555    |
| Россия Архивная копия от 19 октября 2015 на Wayback Machine          | 108          | 663    | 42,693     |
| Польша Архивная копия от 2 ноября 2015 на Wayback Machine            | 83           | 2,397  | 69 237     |
| США Архивная копия от 23 октября 2015 на Wayback Machine             | 47           | 2,275  | 53,694     |
| Канада Архивная копия от 2 сентября 2016 на Wayback Machine          | 44           | 1,134  | 19,185     |
| Германия Архивная копия от 5 марта 2022 на Wayback Machine           | 38           | 1,807  | 20.524     |
| Новая Зеландия Архивная копия от 15 декабря 2015 на Wayback Machine  | 32           | 1,889  | 65,502     |
| Япония Архивная копия от 11 марта 2022 на Wayback Machine            | 19           | 333    | 5,725      |
| Италия Архивная копия от 28 августа 2015 на Wayback Machine          | 18           | 1,558  | 13,799     |
| Швеция Архивная копия от 2 сентября 2016 на Wayback Machine          | 11           | 790    | 9 481      |
| Франция Архивная копия от 24 октября 2015 на Wayback Machine         | 8            | 1,477  | 12 334     |
| Дания Архивная копия от 12 сентября 2015 на Wayback Machine          | 8            | 1,312  | 16.873     |
| Норвегия Архивная копия от 5 августа 2017 на Wayback Machine         | 6            | 487    | 4,427      |
| Финляндия Архивная копия от 4 февраля 2018 на Wayback Machine        | 5            | 293    | 2,558      |
| Сингапур Архивная копия от 24 марта 2018 на Wayback Machine          | 4            | 1,045  | 10,054     |
| Намибия Архивная копия от 3 октября 2015 на Wayback Machine          | 4            | 69     | 2,528      |
| Малайзия Архивная копия от 16 апреля 2018 на Wayback Machine         | 3            | 257    | 3,620      |
| Австрия                                                              | 2            |        | 240        |
| Свазиленд Архивная копия от 6 августа 2017 на Wayback Machine        | 1            | 69     | 1,580      |

В Зимбабве и Исландии паркраны больше не проводятся.

## Паркран в России[7]

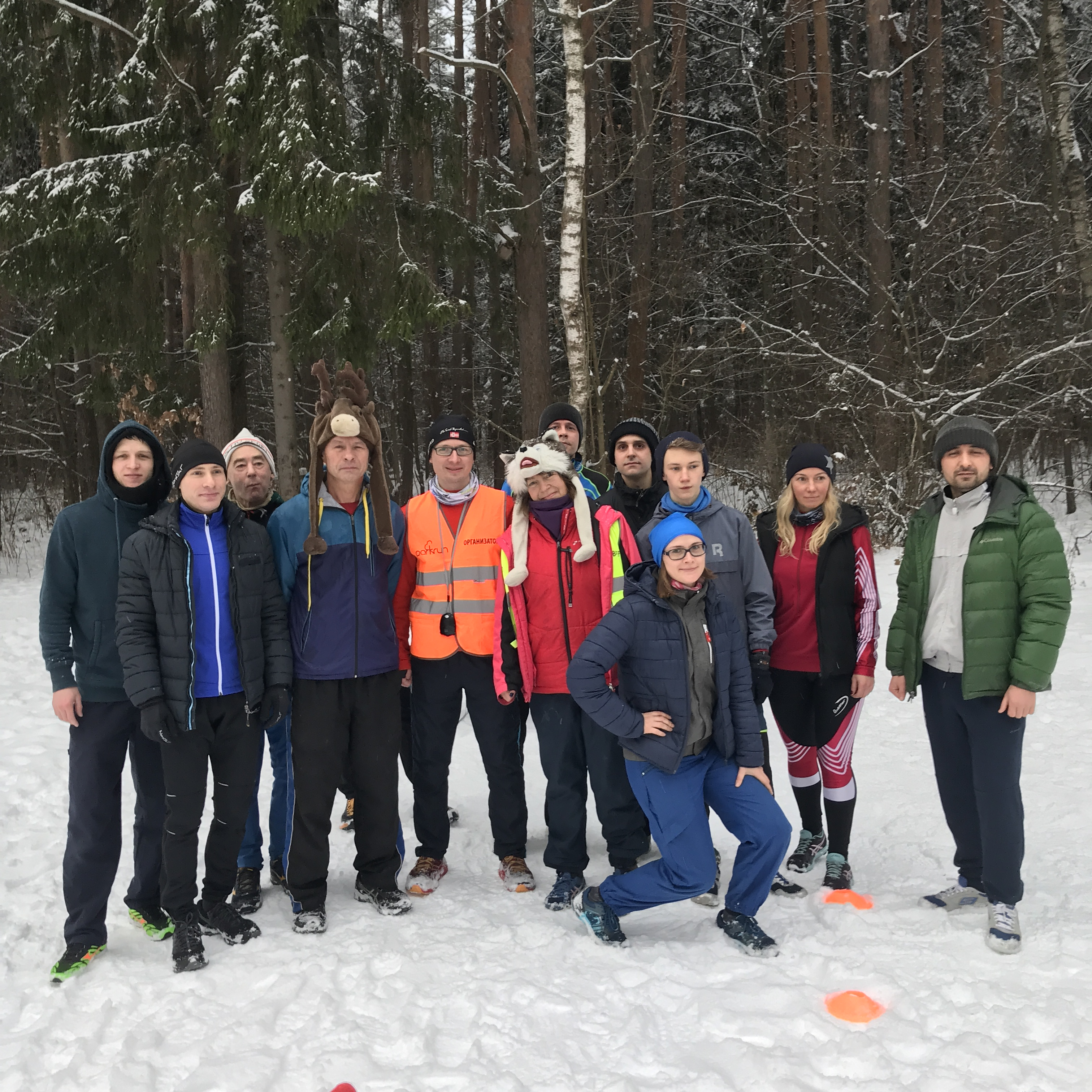
После финиша паркран Обнинск № 33 — 22 декабря 2018 года

В апреле 2013 года на сайте newrunners.ru появилась статья Влада Небольсина о паркране в Лондоне. Статья собрала множество откликов, и уже 20 апреля 2013 года на Воробьевых Горах состоялся первый забег аналогичного формата. Параллельно инициативная группа начала переговоры с штаб-квартирой паркран в Лондоне, но англичане не разрешили использовать название «parkrun» в России. Субботние забеги назвали «Парковые забеги», инициативная группа разработала собственную систему электронной регистрации участников, хронометража и сканирования штрих-кодов. Парковые забеги стали проходить в нескольких московских парках — Коломенское, Северное Тушино, Ботанический сад, Кузьминки.
Примерно через год Москву посетила английская делегация во главе с Полом Синтон-Хьюиттом и по результатам приняли решение включить Россию в сообщество parkrun. Первые забеги в новом формате прошли 1 марта 2014 года в Северном Тушино и Коломенское.
Перевод существующих Парковых забегов в систему паркран означал переход на единую систему регистрации участников и результатов, то есть любой участник, зарегистрированный в России, может участвовать в любых зарубежных паркранах с сохранением результатов в свой профиль, и наоборот.
На момент 03.05.2021 в России действовало 96 паркранов в 62 городах.
1 марта 2022 года участие россиян в системе parkrun было приостановлено в связи с вторжением России на Украину. После этого наиболее крупным аналогичным Паркрану парковым забегом в России стал проект 5 вёрст;  по состоянию на 20 февраля 2024 года еженедельно проводилось уже более 100 забегов 5 вёрст более чем в 50 городах России. 

## Паркран в Польше
Первый паркран в Польше был организован 15 октября 2011 года в Гдыне; в нём приняли участие только 5 бегунов.
Рекордный забег состоялся в Познани по случаю годовщины восстания в Великой Польше; в нём приняли участие 1110 человек, а 1077 человек были классифицированы.
На 03 мая 2021 года паркран в Польше проводится в 77 местах.
В Польше ими управляет фонд parkrun Польша.

## Организация
Мероприятия паркран устраиваются самими бегунами, поэтому обслуживающие функции поочередно ложатся на (волонтёров).

### Волонтёры[17]
- Директор забега — общее управление забегом, решения об изменение трассы из-за погодных и других условий, организация волонтёров.
- Секундомер (Timekeeper) — фиксация времени всех финишировавших.
- Маршалы (Marshals) — размечают трассу, направляют бегущих по правильному маршруту в сложных участках (повороты, перекрёстки), предупреждают об опасностях (гололёд и тому подобном).
- Выдача финишных «токенов» (Finish Tokens).
- Сканер (Barcode Scanners).
- Замыкающий — следит за безопасностью на трассе и помогает последним бегунам не чувствовать себя самыми слабыми участниками.
- Фотограф.

## Статистика и рекорды
Несмотря на то, что паркран не является соревнованиями, система тайминга регистрирует персональные, а также национальные и глобальные рекорды.
Забеги паркран поощряют частое участие в забегах. Если бегун финишировал в 50, 100, 250 или 500 забегах паркран, он автоматически становится участником клуба «50 club», «100 club» и т. д. За работу волонтёром на 25 забегах участник принимается в клуб «25 volunteer club». Дети младше 17 лет, пробежавшие 10 забегов, становятся участниками «10 club». После вступления в клуб бегуну выдается футболка определённого цвета с надписью 10, 50, 100, 250 или 500 на спине.
На 2 августа 2019 статистика паркран насчитывает 6356 бегунов в «клубе 250» и 65 бегунов в «клубе 500».
Максимальное количество участников одного паркран зарегистрировано в Южной Африке 20 января 2018. На забеге в North Beach parkrun приняли участие 2527 любителей спорта.
Наибольшее количество паркранов на 02.08.2019 пробежал Darren WOOD — 731.
Наибольшее количество уникальных паркранов на 02.08.2019 пробежал Paul FREYNE — 478. Примечательно, что свой 400 забег Пол пробежал в России на паркране Кузьминки в Кузьминском лесопарке в Москве.
По состоянию на 01.02.2022 в России проведено 14033 мероприятия, в которых приняли участие 54468 человек, и ещё 12772 человека как волонтёры. 
Обладатель рекорда среди женщин: Юлия Андреева – 16:02 (установлен 17 августа 2019).
Обладатель рекорда среди мужчин: Леон Артёмов – 14:28 ( установлен 8 июня 2019).
Обладатель рекорда рейтинга возрастных групп: Андрей Харченко - 26:41 (установлен 19 июня 2021).

## Паркран в музыке
В марте 2020 года, для поддержки бегового сообщества в трудные времена пандемии коронавируса COVID-19, была записана песня исполнителей: Роман Цветков feat Василий Зажигалкин & Марфа — #parkrun.
В сентябре 2021 года по инициативе Юрия Глушкова постоянные волонтёры и участники паркрана в городском парке подмосковного Раменского записали гимн паркрана. Песня исполнялась и ранее, однако после записи появилась возможность распространять произведение на различных музыкальных площадках, поэтому гимн Раменского паркрана может претендовать на звание неформального гимна всех российских паркранов.

## Паркран на период пандемии коронавируса COVID-19
С 12 марта 2020 года паркраны начали приостанавливать по всему миру из-за объявленной пандемии COVID-19 и рекомендации ВОЗ. В России все паркраны приостановлены с 18 марта до 01 июля 2020 года.